# Tour de Suisse 1942

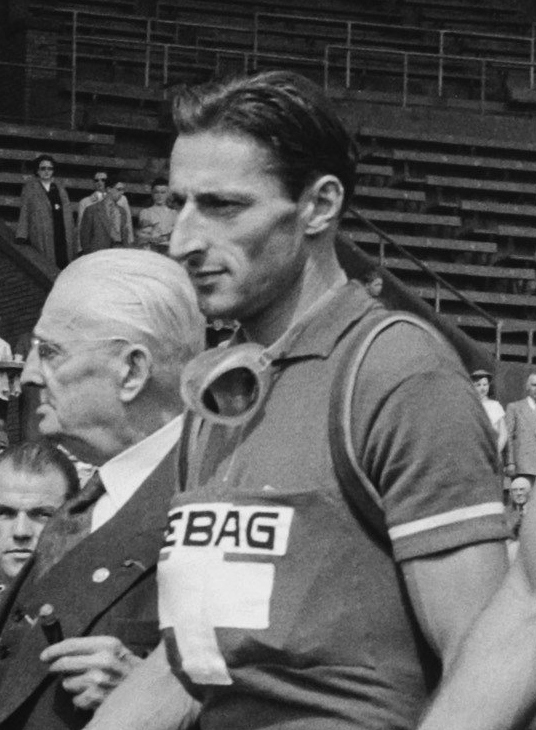
Ferdy Kübler gewann die Tour de Suisse 1942 (hier bei der Tour de France 1954).

Die 9. Tour de Suisse fand vom 29. Juli bis 2. August 1942 statt. Sie führte über fünf Etappen und eine Gesamtdistanz von 1176 Kilometern.
Gesamtsieger wurde der Schweizer Ferdy Kübler. Die Rundfahrt startete in Zürich mit 56 Fahrern, von denen 39 Fahrer ins Ziel – wiederum in Zürich – kamen.

## Etappen
| Etappe    | Tag       | Start – Ziel            | km    | Etappensieger    | Gesamtwertung |
| --------- | --------- | ----------------------- | ----- | ---------------- | ------------- |
| 1. Etappe | 29. Juli  | Zürich – Winterthur     | 243   | Hans Maag        | Hans Maag     |
| 2. Etappe | 30. Juli  | Winterthur – Bellinzona | 264,4 | Ferdy Kübler     | Ferdy Kübler  |
| 3. Etappe | 31. Juli  | Bellinzona – Luzern     | 173   | Hans Martin      | Ferdy Kübler  |
| 4. Etappe | 1. August | Luzern – Lausanne       | 229,6 | Albert Sommer    | Ferdy Kübler  |
| 5. Etappe | 2. August | Lausanne – Zürich       | 266   | Edgar Buchwalder | Ferdy Kübler  |